# ديرك هارتوج
ديرك هارتوج (هولندية:Dirk Hartog)، ملاح هولندي ولد في القرن السادس عشر، كان أول أوروبي ينزل على الساحل الغربي لأستراليا. كان هارتوج قبطانًا للسفينة الهولندية إيندرخت التي كانت تبحر إلى الهند الشرقية الهولندية (إندونيسيا الآن) لجمع التوابل. وأنشأ الهولنديون باتافيا (جاكرتا الآن) مدينة رئيسية لهم. ونزل على الساحل الغربي لأستراليا في 1616، وسمى جميع الساحل الغربي أرض إيندرخت. وفي 1611، وجد ملاح هولندي آخر هو هندريك بروير طريقًا جديدًا إلى شرقي الهند. وأبحر إلى الجنوب الشرقي من رأس الرجاء الصالح مستخدمًا الرياح الغربية المسماة رورينج فورتيز (الأربعينيات الهادرة) ليعجِّل برحلته حتى رمت التيارات الشمالية سفينته إلى جاوة. وتبع هارتوج هذا الطريق، لكنه أبحر كثيرًا نحو الشرق. وشاهد منطقة قرب خليج شارك في غربي أستراليا في أكتوبر 1616، ونزل مع مجموعة من إيندرخت، بما يعرف الآن بجزيرة ديرك هارتوج، وثبت على الشاطئ لوحة معدنية منقوشة للبريد. ووجد اللوحة بحار هولندي آخر، اسمه وليم دي فلامنج في عام 1697، وهي محفوظة اليوم في متحف أمستردام بهولندا. والترجمة العربية للمكتوب عليها نصُّها كما يلي:
والمؤرخون لا يعرفون إلا القليل عن حياة هارتوج، والمعلومات المتوافرة عنه يبدو أنها تدوينات مخطوطة وخرائط للشركة الهولندية.